# Festival di Cannes 1957
La 10ª edizione del Festival di Cannes si è svolta a Cannes dal 2 al 17 maggio 1957.
La giuria presieduta dallo scrittore francese André Maurois ha assegnato la Palma d'oro per il miglior film a La legge del Signore di William Wyler.
La scelta di un western classico, popolare e poco innovativo, come miglior film in concorso, è stata piuttosto contestata. Robert Bresson, incensato dalla stampa per il suo Un condannato a morte è fuggito, ha ricevuto solo il premio per la miglior regia.

## Selezione ufficiale

### Concorso
- Fuoco sullo Yangtse (Yangtse Incident), regia di Michael Anderson (Gran Bretagna)
- Qivitoq, regia di Erik Balling (Danimarca)
- Il settimo sigillo (Det sjunde inseglet), regia di Ingmar Bergman (Svezia)
- Un condannato a morte è fuggito (Un condamné à mort s'est échappé), regia di Robert Bresson (Francia)
- Il quarantunesimo (Sorok pervyy), regia di Grigori Chukhrai (Unione Sovietica)
- Colui che deve morire (Celui qui doit mourir), regia di Jules Dassin (Francia/Italia)
- Cenerentola a Parigi (Funny Face), regia di Stanley Donen (USA)
- Le notti di Cabiria, regia di Federico Fellini (Italia)
- Same Jakki, regia di Per Høst (Norvegia)
- Il mulino della fortuna (Moara cu noroc), regia di Victor Iliu (Romania)
- Kome, regia di Tadashi Imai (Giappone)
- Shiroi sanmyaku, regia di Sadao Imamura (Giappone)
- Betrogen bis zum jüngsten Tag, regia di Kurt Jung-Alsen (Germania)
- Elokuu, regia di Matti Kassila (Finlandia)
- Két vallomás, regia di Márton Keleti (Ungheria)
- Gotoma the Buddha, regia di Rajbans Khanna (India)
- Le avventure di Don Chisciotte (Don Kikhot), regia di Grigori Kozintsev (Unione Sovietica)
- Guendalina, regia di Alberto Lattuada (Italia)
- Alta marea a mezzogiorno (High Tide at Noon), regia di Philip Leacock (Gran Bretagna)
- Ztracenci, regia di Milos Makovec (Cecoslovacchia)
- La notte dello scapolo (Bachelor Party), regia di Delbert Mann (USA)
- Sissi, la giovane imperatrice (Sissi - Die junge Kaiserin), regia di Ernst Marischka (Austria/Germania)
- Ila Ayn, regia di Georges Nasser (Libano)
- Rekava, regia di Lester James Peries (Sri Lanka)
- Faustina, regia di José Luis Sáenz de Heredia (Spagna)
- Rosa nel fango (Rose Bernd), regia di Wolfgang Staudte (Germania)
- La valle della pace (Dolina miru), regia di France Štiglic (Jugoslavia)
- La casa del ángel, regia di Leopoldo Torre Nilsson (Argentina)
- I dannati di Varsavia (Kanal), regia di Andrzej Wajda (Polonia)
- La legge del Signore (Friendly Persuasion), regia di William Wyler (USA)
- Zemya, regia di Zahari Zhandov (Bulgaria)

### Fuori concorso
- Il giro del mondo in 80 giorni (Around the World in Eighty Days), regia di Michael Anderson (USA)

## Giuria
- Jean Cocteau, drammaturgo (Francia) - presidente onorario
- André Maurois, scrittore (Francia) - presidente
- Dolores del Río, attrice (Messico)
- Maurice Genevoix, scrittore (Francia)
- Georges Huisman, storico (Francia)
- Maurice Lehmann, regista (Francia)
- Marcel Pagnol, scrittore (Francia)
- Michael Powell, regista (Gran Bretagna)
- Jules Romains, scrittore (Francia)
- George Stevens, regista (USA)
- Vladimír Vlček, regista (Cecoslovacchia)

## Palmarès
- Palma d'oro: La legge del Signore (Friendly Persuasion), regia di William Wyler (USA)
- Prix spécial du Jury: I dannati di Varsavia (Kanal), regia di Andrzej Wajda (Polonia) ex aequo Il settimo sigillo (Det sjunde inseglet), regia di Ingmar Bergman (Svezia)
- Prix spécial: Il quarantunesimo (Sorok pervyy), regia di Grigori Chukhrai (Unione Sovietica)
- Prix de la mise en scène: Robert Bresson - Un condannato a morte è fuggito (Un condamné à mort s'est échappé) (Francia)
- Prix d'interprétation féminine: Giulietta Masina - Le notti di Cabiria, regia di Federico Fellini (Italia)
- Prix d'interprétation masculine: John Kitzmiller - La valle della pace (Dolina miru), regia di France Štiglic (Jugoslavia)
- Prix du documentaire romanesque: Shiroi sanmyaku, regia di Sadao Imamura (Giappone) ex aequo Qivitoq, regia di Erik Balling (Danimarca)
- Mention exceptionnelle: Gotoma the Buddha, regia di Rajbans Khanna (India)